# 木村豊
木村 豊（きむら ゆたか、1967年 - ）は、日本のアート・ディレクター、デザイナーである。CDジャケットのデザイン、本の装幀、ミュージック・ビデオの監督などを手がけている。

## 経歴
1967年、東京都に生まれる。日本デザイナー学院を卒業したのち、ソニーCBSデザイン部などを経て独立。1995年、デザイン事務所のCentral67を設立した。2002年、作品集『脳内TRANSPOSE Central67 Works』を発表した。2015年、アート・ディレクションとデザインを担当した椎名林檎『逆輸入 〜港湾局〜』が、第5回ミュージック・ジャケット大賞の大賞作品に選ばれた。2017年、『死んだらJ-POPが困る人、CDジャケットデザイナー 木村 豊』が刊行された。

## 出版物

### 書籍
- 『脳内TRANSPOSE Central67 Works』（2002年、DAI-X出版）
- 『死んだらJ-POPが困る人、CDジャケットデザイナー 木村 豊』（2017年、エムディエヌコーポレーション、江森丈晃著）

### 雑誌
- 『音楽と人』（音楽と人）